# Llac de Zvornik
El llac de Zvornik (en serbi: Зворничко језеро, en bosnià: Zvorničko jezero) és un llac artificial situat a la frontera entre Bòsnia i Hercegovina i Sèrbia, als municipis de Zvornik i Mali Zvornik, creat després de l'any 1954 arran de la construcció d'una central hidroelèctrica al riu Drina.

## Característiques
El llac és un embassament originat per la construcció d'una presa de 45 m d'alçària, a la part més estreta del riu Drina, a la sortida d'un canyó. Els treballs de la construcció de la presa i les instal·lacions associades van començar el 1948, i es va acabar d'omplir d'aigua el 1955. Es troba a 140 m sobre el nivell del mar amb una longitud de 25 km i s'estén cap amunt des de Zvornik fins a la desembocadura del riu Velika Reka. Cobreix una superfície de 13 km² o 1300 hectàrees, amb amplades que varien des dels 200 m a la part més estreta fins als 3 km en les més amples, i un volum de 90.000.000 de m³ d'aigua. La profunditat mitjana és de 5 a 8 metres i la màxima de 39 metres.

## Fauna
El llac, amb el riu Drina, constitueix un hàbitat per a truites de riu i d'altres especies habituals d'aigua dolça de la zona, com els ànecs salvatges i d'altres aus, encara que és conegut per les espècies de silurs que hi habiten. Es creu que a les zones més profundes hi ha peixos de fins a 3 m de llarg i de més de 100 kg, malgrat no ha estat mai capturat cap d'aquests espècimens; el silur més grans mai pescat al llac pesava 87 kg. Les aigües són tèrboles i ja a les profunditats de 5 a 6 m la visibilitat és nul·la. El juliol de 2017 els bussejadors van arribar fins als 15 m de fondària, però no van descobrir peixos tan grans, encara que pocs dies abans de la immersió havia estat pescat a la desembocadura del riu Boranja un espècimen de 1,86 m de longitud i que pesava 37 kg. Des de l'any 1998 s'hi celebra una festa anual de pesca de silurs, la Somovijada.

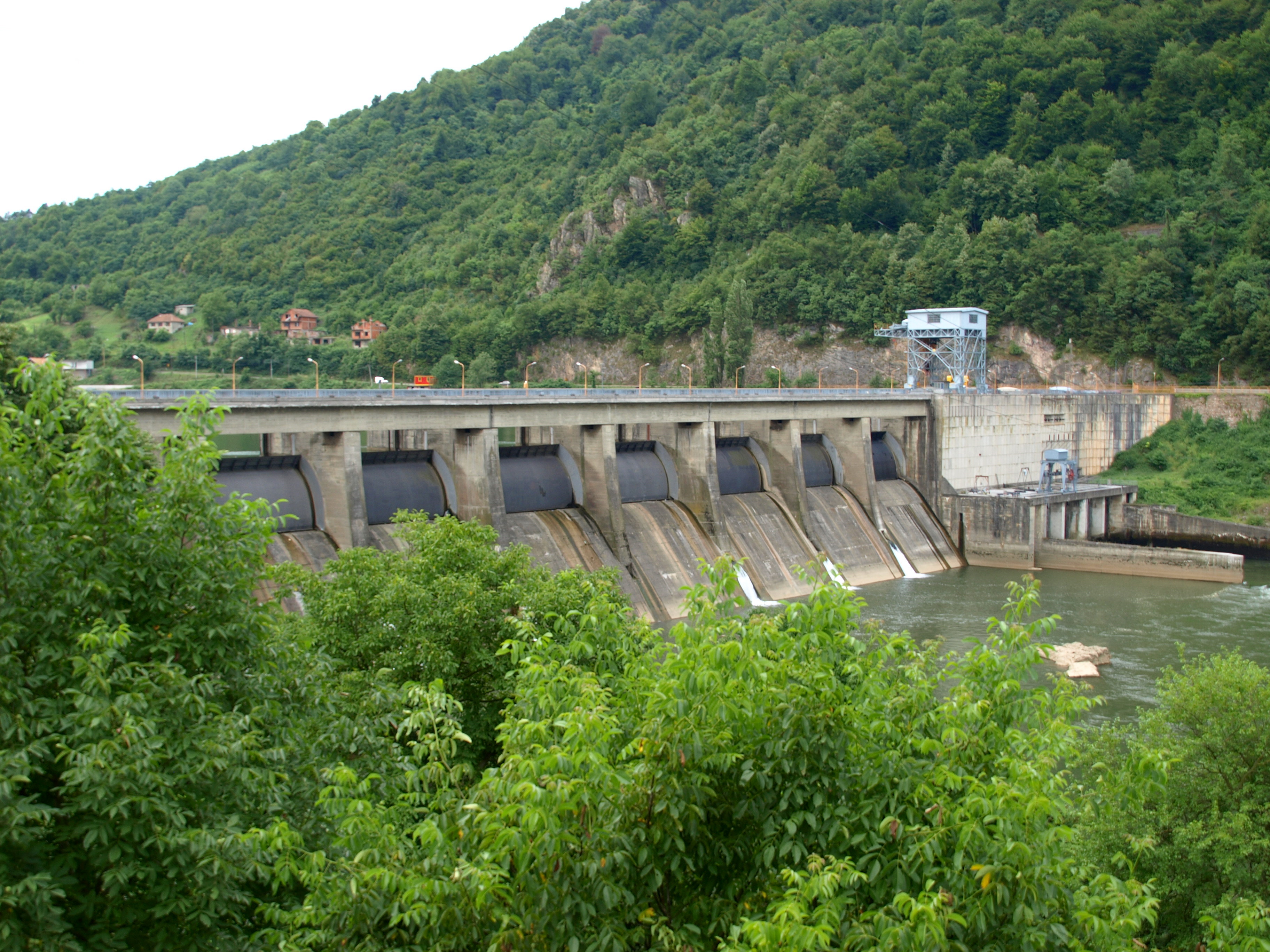
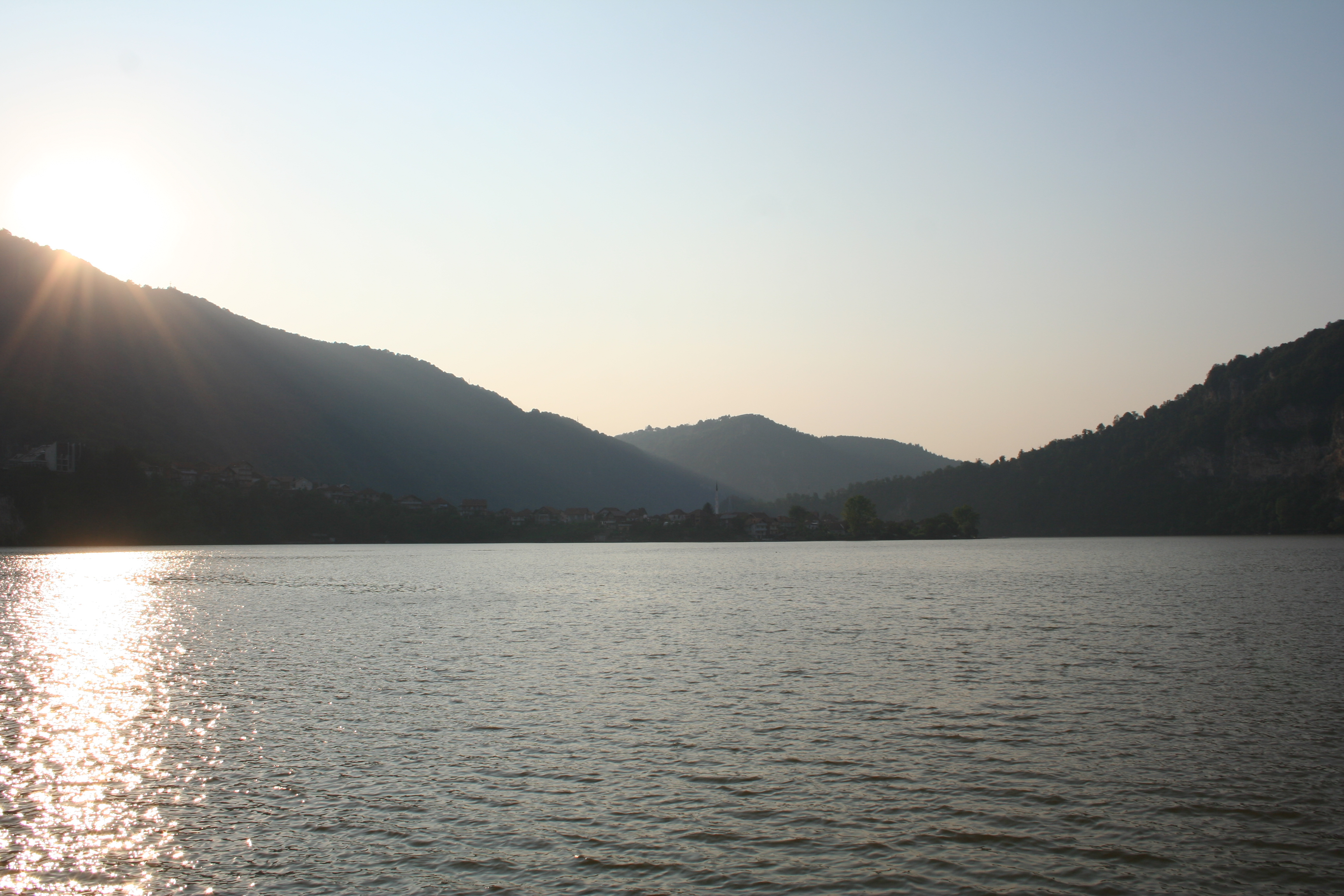
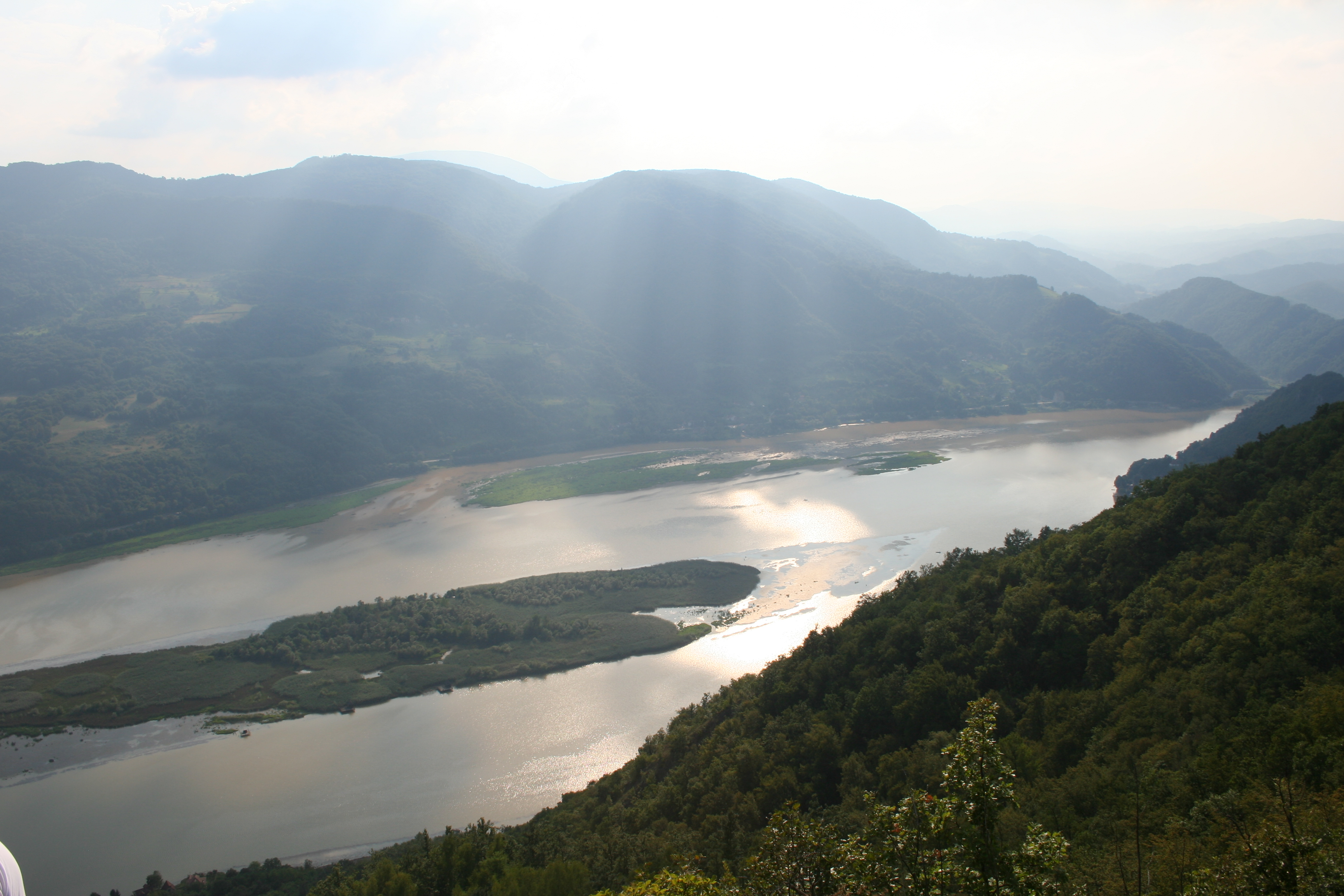
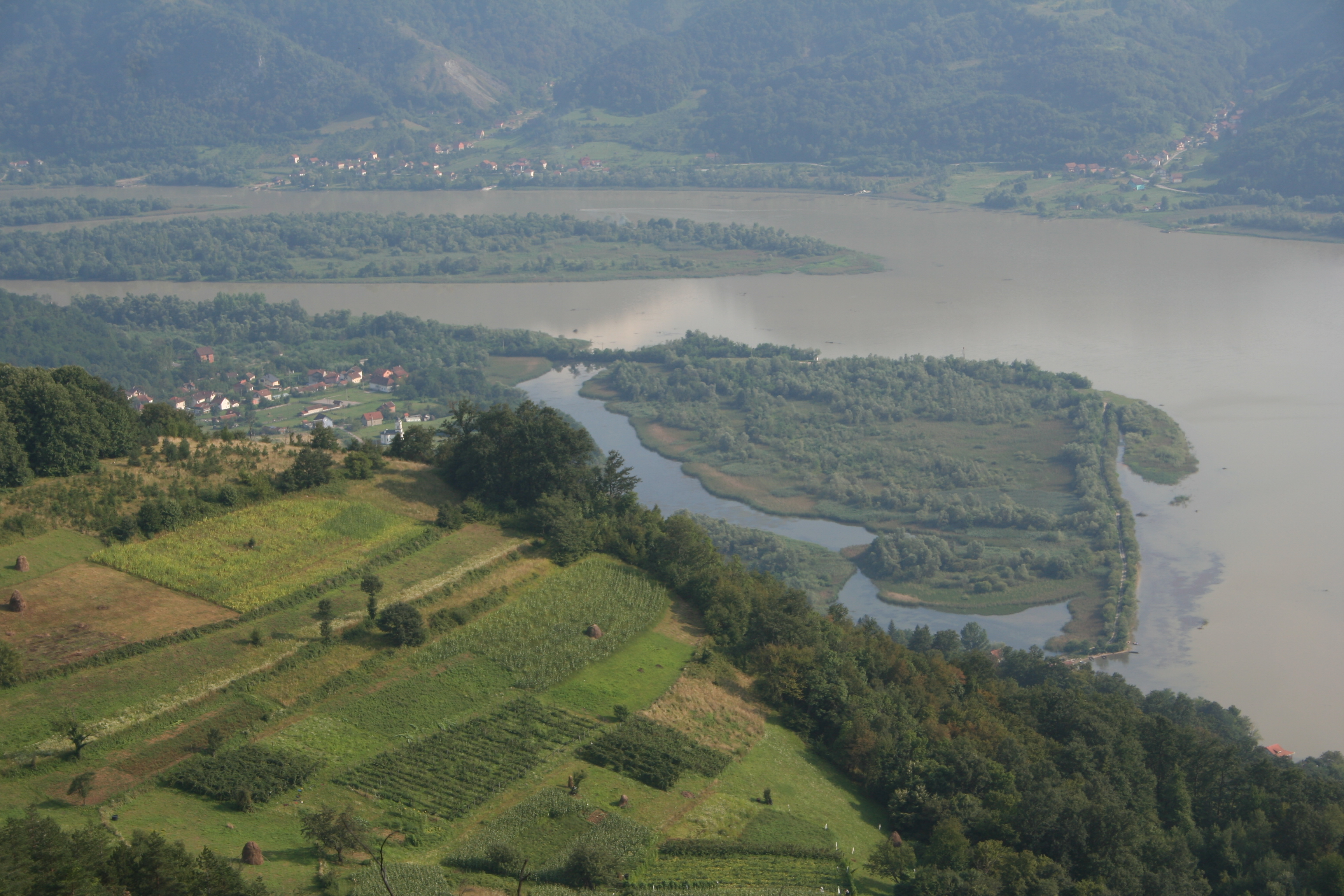